# .tm
.tm - национальный домен верхнего уровня для Туркменистана.
Поскольку домен .tm совпадает с английским сокращением trade mark (торговая марка), часть доменов второго уровня в этой зоне не имеет отношения к Туркменистану, а содержит исключительно коммерческую информацию. По этой причине в домене .tm наблюдается недостаток простых свободных имён второго уровня.